# جایزه آنی بهترین فیلم پویانمایی
جایزه آنی بهترین فیلم پویانمایی (به انگلیسی: Annie Award for Best Animated Feature) بخشی از جایزهٔ آنی است که در سال ۱۹۹۲ پایه‌گذاری گردیده و هر سال به بهترین فیلم بلند پویانمایی داده می‌شود. دیو و دلبر (فیلم ۱۹۹۱) از والت دیزنی پیکچرز نخستین فیلمی بود که برای بردن این جایزه، شایسته دانسته شد.